# 22 Dywizja Flak
22 Dywizja Flak (niem. 22. Flak-Division) – niemiecka dywizja artylerii przeciwlotniczej z okresu II wojny światowej.

## Historia
Jednostkę utworzono w kwietniu 1943 r. w Dortmundzie na bazie 10. Brygady Flak. Zapewniała obronę przeciwlotniczą zagłębia Ruhry, jej pododdziały stacjonowały w Dortmundzie, Münsterze, Bochum i Hagan.
Poddała się Aliantom w 16 kwietnia 1945 r. w Iserlohn.

## Skład bojowy dywizji (1943)
- 54 pułk Flak (Flak-Regiment 54)
- 67 pułk Flak (Flak-Regiment 67)
- 103 pułk Flak (Flak-Regiment 103)
- 112 pułk Flak (Flak-Regiment 112)
- 124 pułk Flak (Flak-Regiment 124)
- 183 pułk Flak (Flak-Regiment 183)
- 146 pułk reflektorów przeciwlotniczych (Flakscheinwerfer-Regiment 146)
- 142 lotniczy batalion łączności (Luftnachrichten-Abteilung 142)
- dywizyjne oddziały zaopatrzenia

## Dowódcy dywizji
- Oberst Johann Elder von Krziwanek (w kwietniu 1943, w czasie formowania),
- Generalmajor Friedrich Römer (od maja 1943 do kapitulacji)